# 大楠镇
大楠镇，是中华人民共和国四川省乐山市沐川县下辖的一个乡镇级行政单位。2019年12月，撤销炭库乡，将其所属行政区域划归大楠镇管辖。

## 行政区划
大楠镇下辖以下地区：
大楠坳社区、禾加村、四河村、新场村、金盆村、文昌村、龙水村、义和村、建农村、高山村、白云村、麻秧村、石埝村、李子村和水口村。